# Liang Wengen
Liang Wengen (chinesisch 梁稳根, Pinyin Liáng Wěngēn; * 1956 in Hunan) ist ein chinesischer Unternehmer und war zeitweise reichster Festlandchinese. Er ist Gründer und Hauptaktionär des Schwermaschinenherstellers Sany Group Limited. Durch den langjährigen Bauboom in China war Liangs Privatvermögen bis 2011 auf deutlich über sieben Milliarden Euro angewachsen. Ende Januar 2012 übernahm Liangs Firma das weltweit führende Unternehmen für Betonpumpen, den schwäbischen Mittelständler Putzmeister.

## Biografie
Liang Wengen stammt aus einer Bauernfamilie aus der Provinz Hunan. Sein Studium an der dortigen Central South University schloss er mit dem Bachelor ab. Seine unternehmerische Karriere begann mit dem Aufbau einer  Schweisserei. Zuvor war er unter anderem stellvertretender Direktor der Maschinenfabrik Hongyuan des Ministeriums für Rüstungsindustrie. 1989 gründete er ebenfalls in Hunan die Sany Gruppe, deren Vorstandsvorsitzender und Geschäftsführer er bis 2022 war. Er erhielt viele Ehrentitel, z. B. den des nationalen Beispielarbeiters, eines national ausgezeichneten Privatunternehmers, sowie ausgezeichnet als Aufbauers des Sozialismus in China. Er wurde als Jung-Unternehmer ausgezeichnet und erhielt einen Preis wie den der nationalen Arbeitsmedaille für Arbeitstage sowie den Silberpreis für Innovation in der wissenschaftlichen Industrie Chinas.
Vom Fernsehsender CCTV wurde er zum Mann der Wirtschaft 2005 gekürt. Darüber hinaus ist er Vertreter des 17. Volkskongress der Kommunistischen Partei Chinas, Vertreter des 8.–10. Nationalen Volkskongresses, Mitglied des Exekutivkomitees des Nationalen Verbandes von Industrie und Handel, stellvertretender Präsident des Verbandes von Industrie und Handel in der Hunan Provinz sowie Gastprofessor am Betriebswirtschaftlichen Institut der Universität Hunan.
Er soll als einer der ersten Unternehmer ins ZK der Kommunistischen Partei Chinas einziehen.
Er lebt in der Provinz Hunan, ist verheiratet und hat ein Kind.